# Stonglandseidet
Stonglandseidet es una localidad del municipio de Senja en la provincia de Troms, Noruega. Posee una tienda, un banco, una residencia de ancianos y una escuela. Es sede de la iglesia de Stonglandet.
Se localiza en la zona sur de la isla de Senja, en el istmo que conecta la isla con la península de Stonglandet. Está a 41 km al noreste de Harstad (cruzando el Vågsfjorden), a 8 km al este de Å y a 32 km al noreste de Vangsvik.